# عقيلة ملك
عقيلة الملك (أو الملكة القرينة أو الإمبراطورة القرينة أو عقيلة الإمبراطور) (بالإنجليزية: Queen consort)‏/ (بالإنجليزية: Empress consort)‏ هي الملكة التي لم تسم ملكة قبل زواجها بملك ونالت اللقب الفخري بعد زواجها وهنا قد تمنح اللقب التشريفي بناء على رغبة الملك. عقيلة الملك تحمل ألقاباً أنثوية، تكافئ ألقاب الملك الملكية. من المعروف تاريخياً أن عقيلة الملك لا تشاركه السيطرة على القوى السياسية والعسكرية. معظم الملكات في التاريخ كانوا عقيلاتٍ للملك. وأحياناً تكون الملكة هي الحاكمة وهذا يعني أنها تتمتع بجميع الحقوق والقوى التي قد يمتلكها الملك، وفي العادة فإنها تصبح هكذا بعدما ترث العرش من الملك السابق عند وفاته، وعددهم قليل للغاية.

## الألقاب
زوجة الملك الحاكم تسمى عقيلة الملك. كما يسمى زوج الملكة الحاكمة بـ(الملك زوج الملكة الحاكمة)، على الرغم أنه من المشهور في أوروبا أن يصبح أزواج الملكات الحاكمات هم الملوك الحاكمون (على سبيل المثال فيليب الثاني ملك أسبانيا في إنجلترا، أنطوان ملك بوربون-فيندوم في نافار، فرناندو دو ساكس كوبيرغ غوثا في البرتغال... إلخ). في العادة يتم تسميته بالأمير أو زوج الملكة الحاكمة كما هو الحال مع أزواج الملكة فيكتوريا والملكة إليزابيث الثانية، ومع هنريك زوج ملكة الدنمارك الحاكمة.
بخلاف بعض الألقاب ذات السيادة، فإنه يشار لزوجة الملك بألقاب مكافئة كـ: زوجة الأمير صاحب السيادة أو عقيلة الإمبراطور.
في الأنظمة الملكية التي تسمح بتعدد الزوجات (كالمغرب وتايلاند)، أو ما زالت تقوم بالتعدد (كقبيلة الزولو) بأعداد مختلفة من الزوجات. في المغرب كسر الملك محمد السادس التقاليد بإعطائه زوجته للا سلمى لقب الأميرة، حيث أن هذا اللقب لم يكن يكن موجوداً في السابق في النظام الملكي المغربي. في تايلند يجب أن يكون الملك والملكة من الدم الملكي، ويتم منح زوجات الملك الأخرى ات ألقاباً تصف رتبهتن. الثقافات الأخرى ما زالت تحافظ على تقاليد عديدة حول منصب الملكة. قائد قبيلة الزولو يعين إحدى زوجاته كـ(الزوجة العظيمة)، وهو ما يعادل لقب عقيلة الملك.

## الدور الذي تضطلع به عقيلات الملك
بشكل عام، عقيلات الملوك لا يملكون قوة في حد ذاتهم، حتى عندما يكون منصبهم دستورياً أو معترف به قانونياً. ومع ذلك، كثيراً ما حكمت عقيلات الملك المتوفى (الملكة الأرملة أو الملكة الأم) كوصية على ولي العهد الطفل الذي يعد قاصراً، فعلى سبيل المثال :
- آن من كييف زوجة هنري الأول ملك فرنسا.
- ماريا دي ميديشي والدة لويس الثالث عشر ملك فرنسا.
- ماري من غيس والدة ماري ملكة إسكتلندا.
- ماريا كريستينا من النمسا والدة ألفونسو الثالث عشر من إسبانيا.
- هيلين ملكة اليونان والدنمارك والدة ميخائيل ملك رومانيا.
- ماري أنطوانيت والدة لويس السابع عشر.
- الملكة منجونغ والدة ميونغجونغ ملك جوسون.
- إيما من فالديك وبيرمونت والدة فيلهلمينا ملكة هولندا.
- راني لاكشميباي والدة دامودار راو.

إلى جانب هذه الأمثلة، كانت هناك حالات كثيرة لعقيلات الملك اللاتي كن داهيات ونساء دولة طموحات، وعادة (ولكن ليس دائماً) وبشكل غير رسمي، تكون الملكة إحدى مستشاري الملك الموثوقين. في بعض الحالات، تقود عقيلة الملك سلطة كبيرة من خلف عرش زوجها، على سبيل المثال : ماريا لويزا ملكة بارما زوجة كارلوس الرابع أو ألكسندرا فيودوروفنا إمبراطورة روسيا زوجة نيقولا الثاني إمبراطور روسيا.

## أمثلة على عقيلات الملك
- الملكة ماري أنطوانيت زوجة لويس السادس عشر ملك فرنسا.
- الملكة ماري زوجة جورج الخامس.
- الملكة ألكسندرا زوجة إدوارد السابع.
- الملكة إليزابيث زوجة جورج السادس.
- الملكة فابيولا زوجة بودوان الأول.
- الإمبراطورة كارلوتا زوجة ماكسيميليان الأول.
- الملكة ماري خوسيه زوجة أومبرتو الثاني.
- الملكة كابيولاني زوجة كالاكاوا ملك مملكة هاواي.
- الملكة ثريا ترزي زوجة أمان الله خان ملك مملكة أفغانستان.
- التساريتسا جيوفانا زوجة القيصر بوريس الثالث.
- الملكة تاج الملوك زوجة رضا بهلوي ملك الدولة البهلوية.
- الإمبراطورة فرح ديبا زوجة محمد رضا بهلوي إمبراطور الدولة البهلوية.
- الملكة الوصية ساوفابها فونغسري زوجة راما الخامس ملك مملكة تايلاند.
- بانابيلّأي أمّا (عقيلة الملك) سريماثي لاكشمي بيلا كوتشاما تشيمباكارامان أرومانا أمافيدو، زوجة فيساكهام ثيرونال ماهاراجا ترافنكور.
- الملكة كاثرين أول عقيلة ملك، للملك هنري الثامن ملك إنجلترا. كما كانت وصية على العرش عندما كان الملك في الحرب في فرنسا.
- الملكة هورتنس زوجة لويس بونابرت، ملك مملكة هولندا.
- الملكة ويلهيلمينا زوجة وليام الأول.
- الملكة آنا بافلوفنا زوجة وليام الثاني.
- الملكة صوفي زوجة وليام الثالث.
- الملكة إيما زوجة وليام الثالث الثانية. عندما مات الملك وليام الثالث في 23 نوفمبر 1890 أصبحت وصية على ابنتها القاصرة ويلهيلمينا (من 1890 إلى 1898)، وهي ابنة الملك الراحل التي كانت على قيد الحياة.
- الملكة راتنا زوجة ماهندرا الثانية.
- الإمبراطورة فلوفيا بلوتيلا زوجة كاراكلا إمبراطور رومانيا.